# Friedberg (Bajorország)
Friedberg település Németországban, azon belül Bajorországban. Lakosainak száma 30 670 fő (2023. december 31.). Friedberg Dasing, Obergriesbach, Eurasburg és Kissing községekkel határos.

## Népesség
A település népessége az elmúlt években az alábbi módon változott:
| Lakosok száma | 2366 | 9443 | 14 786 | 25 580 | 28 731 | 29 081 | 29 510 | 29 782 | 30 056 | 30 670 |
|               | 1875 | 1950 | 1975   | 1987   | 2012   | 2014   | 2016   | 2017   | 2021   | 2023   |